# Lluïsa de Bèlgica
Lluïsa de Bèlgica, princesa de Saxònia-Coburg Gotha (Brussel·les 1858 - Wiesbaden 1924). Princesa de Bèlgica amb el tractament d'altesa reial que contragué matrimoni amb el príncep Felip de Saxònia-Coburg Gotha.
Nascuda a Brussel·les el dia 18 de febrer de 1858 essent filla del rei Leopold II de Bèlgica i de l'arxiduquessa Maria Clementina d'Àustria. Lluïsa era neta per via paterna del rei Leopold I de Bèlgica i de la princesa Lluïsa d'Orleans mentre que per via materna ho era de l'arxiduc Josep d'Àustria i de la duquessa Maria Dorotea de Württemberg.
El dia 4 de maig de 1875 contragué matrimoni amb el príncep Felip de Saxònia-Coburg Gotha, fill del príncep August de Saxònia-Coburg Gotha i de la princesa Clementina d'Orleans. La parella tingué dos fills:
- SAR el príncep Leopold de Saxònia-Coburg Gotha, nat a Szent-Antal (Hongria) el 1878 i mort el 1916 a Viena.

- SAR la princesa Dorotea de Saxònia-Coburg Gotha, nada a Viena el 1881 i morta a Taxis (Württemberg) el 1967. Es casà el 1898 amb el duc Ernest Guifré de Schleswig-Holstein-Sondenburg-Augustenburg.

Prèviament al seu matrimoni, corregueren per diverses corts europees rumors sobre possibles relacions prematrimonials. Es comentà una possible relació amb el rei Ferran I de Bulgària, amb l'arxiduc Rodolf d'Àustria i l'arxiduc Lluís Víctor d'Àustria.
L'any 1895, a l'edat de 37 anys, inicià una aventura amorosa amb Géza Mattachich, cunyat del comte Oskar Keglevich, i lloctinent en un regiment croata de l'exèrcit austríac. Mattachich era deu anys més jove que la princesa i s'havien conegut al Prater de Viena.
El mes de gener de 1897, Lluïsa escandalitzà la societat vienesa arran d'abandonar el seu espòs per fugit amb el lloctinent croata. Primer viatjaren a París i després a Canes on també visqueren a altres destinacions de la Costa Blava. Lluïsa marxà amb la seva filla però aviat tant el seu fill com la seva filla l'abandonaren i visqué apartada de la vida famiiar. Després d'un duel entre Géza i Felip, iniciaren els tràmits del divorci.
Els darrers anys de la seva vida estigueren marcats per les dificultats econòmiques. Malgrat que el rei Leopold II de Bèlgica era el monarca més ric d'Europa, Lluïsa passà importants penúries econòmiques.